# Cornell Tech
Il Cornell Tech è un campus universitario e un centro di ricerca dell'Università Cornell situato a Roosevelt Island, a Manhattan, nella città di New York. Offre specializzazioni in tecnologia, affari e design e comprende il Jacobs Technion-Cornell Institute, una collaborazione tra l'Università Cornell e il Technion-Israel Institute of Technology.
La Cornell Tech è nata da un'iniziativa di sviluppo economico dell'amministrazione comunale di Michael Bloomberg nel 2008. L'iniziativa mirava ad attirare in città un'altra scuola di ingegneria, nella speranza che i suoi studenti, una volta diventati ingegneri, avrebbero avviato aziende in grado di creare posti di lavoro. Sono state presentate sette offerte e alla fine l'amministrazione ha scelto quella della Cornell/Technion. Secondo il progetto, la Cornell Tech creerebbe 28 000 posti di lavoro, di cui 8 000 per il personale accademico. Inoltre, sarebbe in grado di generare 23 miliardi di dollari di benefici economici e 1,4 miliardi di dollari di tasse aggiuntive nei primi tre decenni di attività, creando 600 aziende.
Cornell Tech ha iniziato le sue attività nel 2012 in una sede temporanea, gli uffici di New York City di Google situati al 111 Eighth Avenue, nel quartiere Chelsea di Manhattan, mentre veniva costruito un campus permanente. La prima fase del campus di Roosevelt Island, della superficie di 5 acri (2,0 ha), è stata inaugurata il 13 settembre 2017. Entro il 2037, il campus completo dovrebbe estendersi su 12 acri (4,9 ha).

## Storia

### Progettazione
Nel 2008, l'amministrazione dell'allora sindaco di New York Michael Bloomberg ha assunto Steven Strauss, economista americano ed ex consulente di gestione della McKinsey & Company, per supervisionare una serie di progetti di ricerca che esaminassero il futuro dell'economia di New York nel contesto delle tendenze economiche globali. L'analisi ha concluso che New York aveva notevoli opportunità nel settore dell'alta tecnologia e ha raccomandato una serie di iniziative per cogliere al meglio queste opportunità. Queste raccomandazioni includevano, ma non si limitavano a: la creazione di una serie di incentivi, un fondo di investimento per le fasi iniziali e NYC Big Apps. Il successo di queste raccomandazioni dipende dalla qualità e dalla quantità di talenti tecnologici presenti nella città.
In risposta a queste raccomandazioni, il sindaco ha lanciato un concorso per la costruzione di un campus di scienze applicate a New York, incentrato sull'imprenditorialità e sulla creazione di posti di lavoro. Nel dicembre 2010, la città ha chiesto alle principali università di manifestare il proprio interesse. Alla selezione hanno risposto diciotto università. Poi, nel luglio 2011, la città di New York ha pubblicato una richiesta di proposte per la costruzione del campus. Il vincitore avrebbe ricevuto 100 milioni di dollari e terreni gratuiti; Roosevelt Island, Governors Island, Downtown Brooklyn e il Brooklyn Navy Yard sono stati presi in considerazione come possibili siti.
Sono state presentate sette proposte formali. Si tratta dell'offerta dell'Amity University per Governors Island; dell'offerta congiunta dell'università Carnegie Mellon e degli Steiner Studios per il Brooklyn Navy Yard; dell'offerta della Columbia University per il Manhattanville; dell'offerta congiunta dell'università Cornell e del Technion-Israel Institute of Technology per Roosevelt Island; l'offerta a sei dell'università di New York, dell'università di Toronto, dell'università di Warwick, dell'Indian Institute of Technology di Bombay, dell'università della Città di New York e della Carnegie Mellon per Downtown Brooklyn; l'offerta a quattro del New York Genome Center, della Mount Sinai School of Medicine, dell'università Rockefeller e della Stony Brook University per Midtown Manhattan; l'offerta congiunta dell'università di Stanford e del City College of New York per Roosevelt Island. Le università di Stanford e del Massachusetts Institute of Technology erano favorite per la vittoria del concorso, ma quando il MIT si è ritirato, l'ateneo che aveva stretto una partnership con il City College of New York, la Stanford, è diventata la favorita. La proposta congiunta di Cornell e Technion, che combina la reputazione del Technion come "MIT di Israele" e la presenza della Cornell nello Stato di New York e la sua missione di sviluppo economico, è stata sviluppata in segreto in una riunione di tre giorni al Cornell Club of New York, seguita da una riunione a Pechino, ed è stata resa pubblica il 18 ottobre, dieci giorni prima della scadenza del bando. La New York City Economic Development Corporation ha assegnato il progetto alla proposta di Cornell/Technion nel dicembre 2011, dopo che Stanford aveva abbandonato le trattative.

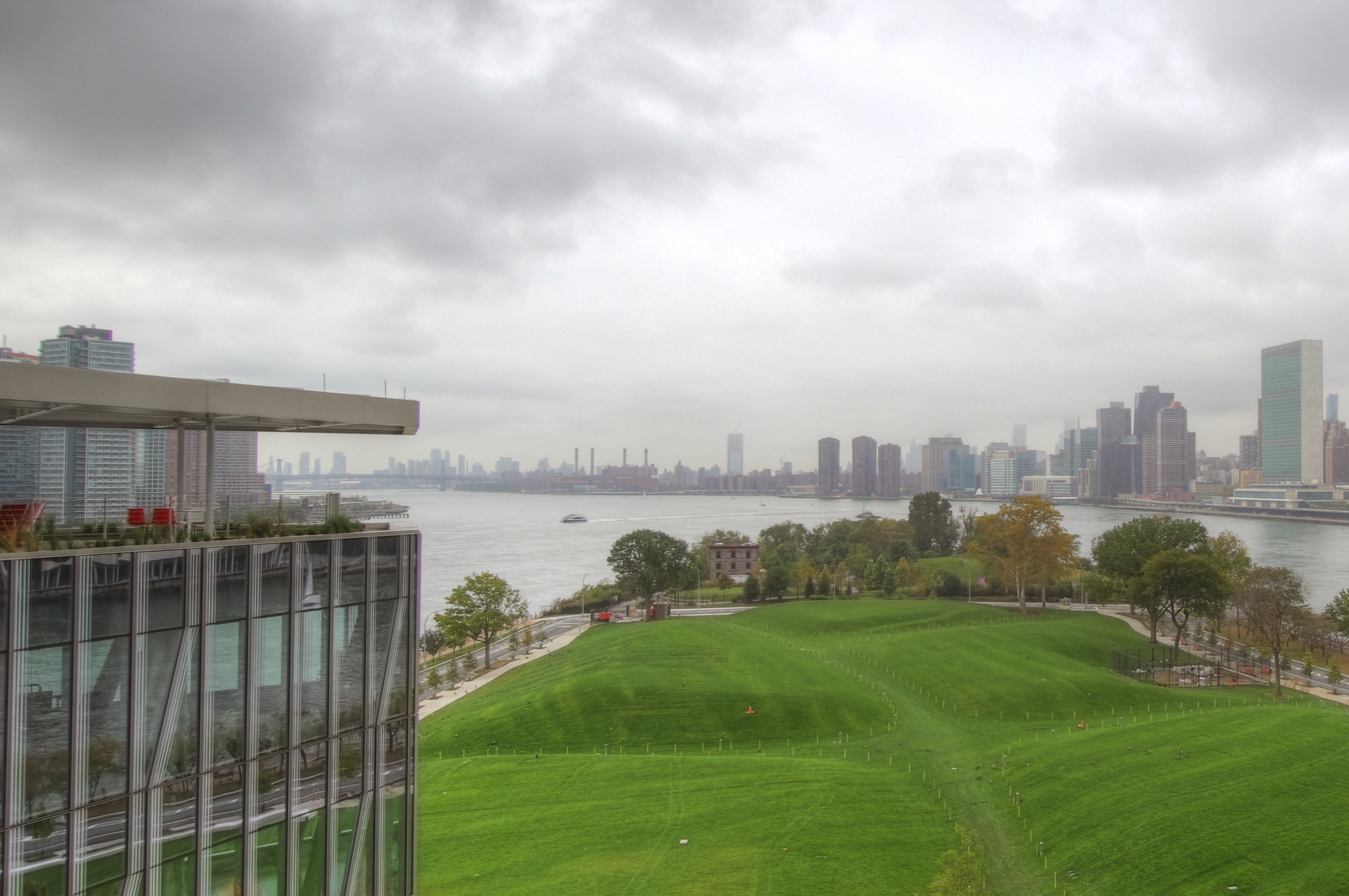
Vista da uno degli edifici del campus Cornell Tech

L'offerta della Cornell/Technion è stata scelta per la sua completezza e la portata dei benefici, oltre che per la fattibilità della partnership tra i due offerenti. Secondo quanto riportato da Crain's New York, l'offerta Cornell/Technion prometteva di creare 28 000 posti di lavoro, di cui 20 000 nel settore della costruzione e 8 000 in quello accademico del campus. L'offerta sarebbe stata anche in grado di incubare 600 aziende, creare 23 miliardi di dollari di benefici economici e raccogliere 1,4 miliardi di dollari in tasse nei primi 30 anni di attività. Il piano prevedeva anche la presenza di 200 professori e 2 000 studenti che avrebbero occupato circa 2 000 000 piedi quadri (190 000 m²) di spazio nel campus. La costruzione del progetto è stata stimata in 2 miliardi di dollari. La Cornell ha però rifiutato di costruire nei potenziali siti di Brooklyn Navy Yard e Governors Island a causa della mancanza di accesso ai trasporti in entrambe le località.
Quando sono stati annunciati pubblicamente per la prima volta i piani per il campus Cornell Tech a Roosevelt Island, i residenti dell'isola hanno manifestato la loro opposizione, temendo un aumento del traffico causato dai lavori di costruzione che avrebbe potuto compromettere la qualità della vita nell'area, e da parte di attivisti pro-palestinesi che si opponevano alla partnership tra Cornell e Technion. Inoltre, si temeva che la costruzione del campus potesse portare a una diminuzione delle unità abitative a prezzi accessibili, dal momento che molte di queste, costruite nell'ambito del programma di edilizia abitativa Mitchell-Lama negli anni '70, stavano diventando abitazioni a prezzi di mercato, senza le restrizioni sull'affitto massimo previste dal programma.
Il Cornell Tech ha iniziato la sua attività nel 2012 in una sede temporanea, gli uffici di New York City di Google situati al 111 Eighth Avenue di Chelsea. I co-fondatori di Google, Sergey Brin e Larry Page, hanno accettato di donare parte dello spazio dell'edificio al Cornell Tech, nonostante la loro vecchia università, l'università di Stanford, avesse perso l'offerta per il campus di Roosevelt Island.

### Contributi finanziari
Sono state effettuate diverse donazioni importanti alla Cornell Tech. La più importante è stata una donazione di 350 milioni di dollari da parte di Atlantic Philanthropies, fondata da Charles Feeney (classe 1956 della Cornell), proprietario di Duty Free Shops. È stata fatta anche una donazione di 133 milioni di dollari da parte del fondatore di Qualcomm Irwin M. Jacobs (classe 1954 della Cornell, classe 1956 della BEE) e di sua moglie Joan (classe 1954 della Cornell). Inoltre, Verizon Communications ha messo a disposizione 50 milioni di dollari per un centro di formazione per dirigenti e Bloomberg Philanthropies ha fatto una donazione di 100 milioni di dollari. In occasione della donazione di Bloomberg Philanthropies, l'edificio accademico principale è stato rinominato in onore delle figlie dell'ex sindaco Bloomberg, che era anche a capo della fondazione. Infine, Robert Frederick Smith, della classe 1985 della Cornell, ha messo a disposizione alcuni fondi per fornire borse di studio a studenti appartenenti a minoranze etniche e razziali che frequentano il corso di laurea in ingegneria e che si distinguono per i loro risultati accademici.
Secondo i termini della gara d'appalto con Cornell, il Technion non poteva utilizzare finanziamenti per pagare il campus, in quanto ciò avrebbe comportato l'utilizzo di fondi del governo israeliano.

### Costruzione

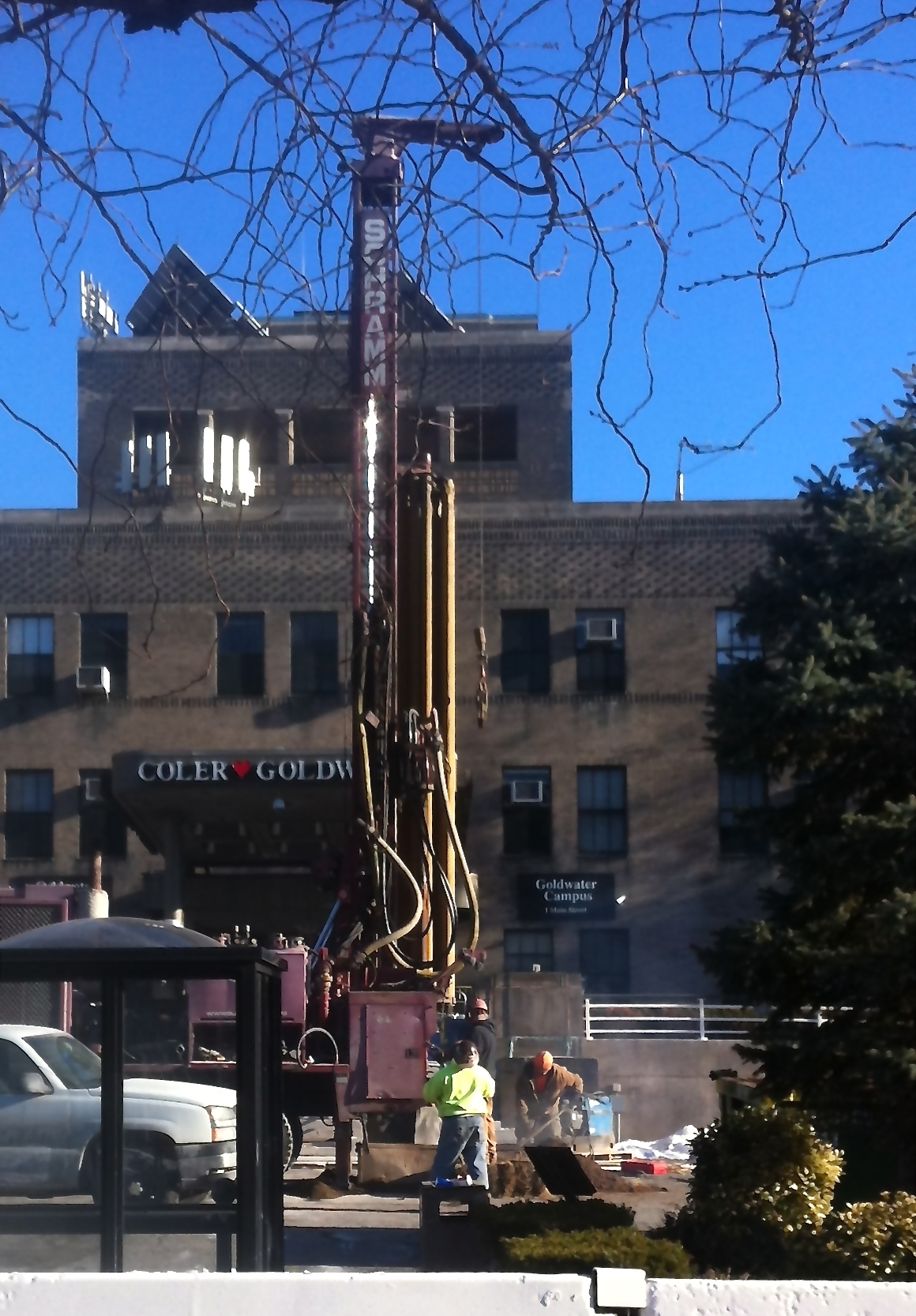
Demolizione del Goldwater Hospital

La costruzione del campus ha richiesto la demolizione del campus sud del Coler-Goldwater Specialty Hospital e la bonifica del terreno inquinato. I funzionari della città avevano dichiarato di non avere in programma la chiusura del campus nord dell'ospedale. I lavori di demolizione sono iniziati nel marzo 2014 e le macerie sono state rimosse con una chiatta.
Durante la demolizione dell'ospedale, la Cornell ha recuperato diversi grandi murales che erano stati originariamente commissionati dal Federal Art Project, una divisione della Works Progress Administration (WPA) del presidente Roosevelt. Dal gennaio al maggio 2016, il Herbert F. Johnson Museum of Art dell'università Cornell ha ospitato una mostra con questi murales. I murales, realizzati da Ilya Bolotowsky, Albert Swinden e Joseph Rugolo, erano destinati a essere installati permanentemente nel campus, ma alla fine sono stati collocati nel Bloomberg Center.
La costruzione della House, l'edificio residenziale, è iniziata nel 2015 e le imprese Hudson Companies e Related Companies ne sono i costruttori. La Forest City Ratner è stata incaricata di costruire il Bridge, successivamente ribattezzato Tata Innovation Center.
Nel giugno 2017, la scuola ha annunciato che i tre edifici di Roosevelt Island - il Tata Innovation Center, la House e il Bloomberg Center - sarebbero stati pronti per l'inizio del semestre autunnale 2017. I primi edifici sono stati inaugurati il 13 settembre 2017. I primi occupanti del campus erano 30 professori e 300 studenti. Successivamente, nel marzo 2018, è iniziata la costruzione del Graduate Hotel a Cornell Tech, un edificio di 18 piani e 244 camere, che è stato completato nel giugno 2021. L'hotel è stato progettato dallo studio di architettura norvegese Snøhetta e costruito da Stonehill Taylor come architetto incaricato.
Il 1º agosto 2019 Greg Morrisett è stato nominato preside e vicepreside della Cornell Tech da Jack e Rilla Neafsey. In precedenza, Morrisett era stato preside della Facoltà di Informatica e Scienze dell'Informazione (CIS) della Cornell e viene considerato un esperto internazionale di sicurezza software. Morrisett succede al preside fondatore della Cornell Tech, Dan Huttenlocher, che è stato nominato preside inaugurale dello Schwarzman College of Computing del Massachusetts Institute of Technology.

## Campus
Il piano regolatore del campus è stato progettato dallo studio Skidmore, Owings & Merrill, mentre James Corner si è occupato della progettazione del paesaggio. Il campus completo, la cui costruzione dovrebbe concludersi nel 2037, si estenderà su 12 acri (4,9 ha). Tutti gli edifici del campus sono stati progettati per garantire un'alta efficienza energetica. Jaros, Baum & Bolles ha fornito supporto ingegneristico per il piano generale, nonché i servizi MEP e correlati per il Tata Innovation Center. Durante la progettazione del campus, si prevedeva che tutti i sistemi di manutenzione, come il riscaldamento, il raffreddamento, la ventilazione, l'illuminazione e la sicurezza antincendio, sarebbero stati automatizzati. Gli edifici conterranno tecnologie moderne come set per la realtà virtuale e televisori su cui i computer portatili potranno trasmettere o proiettare. In linea con un piano di sostenibilità a lungo termine, il 20% del campus è destinato a non essere sviluppato o a costituire spazi pubblici aperti, mentre gli edifici sono stati costruiti su una pianura alluvionale con una probabilità di inondazione dello 0,2% in un singolo anno e devono rispettare determinati standard di efficienza energetica. La parte meridionale inutilizzata del campus, che ospiterà le future fasi 2 e 3, è stata ricoperta da un paesaggio temporaneo costituito da rocce e piante autoctone.
Per promuovere l'uso dei mezzi di trasporto di massa, il campus non dispone di parcheggi, ma è interconnesso da percorsi pedonali e piste ciclabili. È collegato a Manhattan tramite la Roosevelt Island Tramway e la metropolitana di New York alla stazione di Roosevelt Island (linea F e <F>). La metropolitana e l'autobus Q102 forniscono anche un servizio per il Queens.

### Fase 1

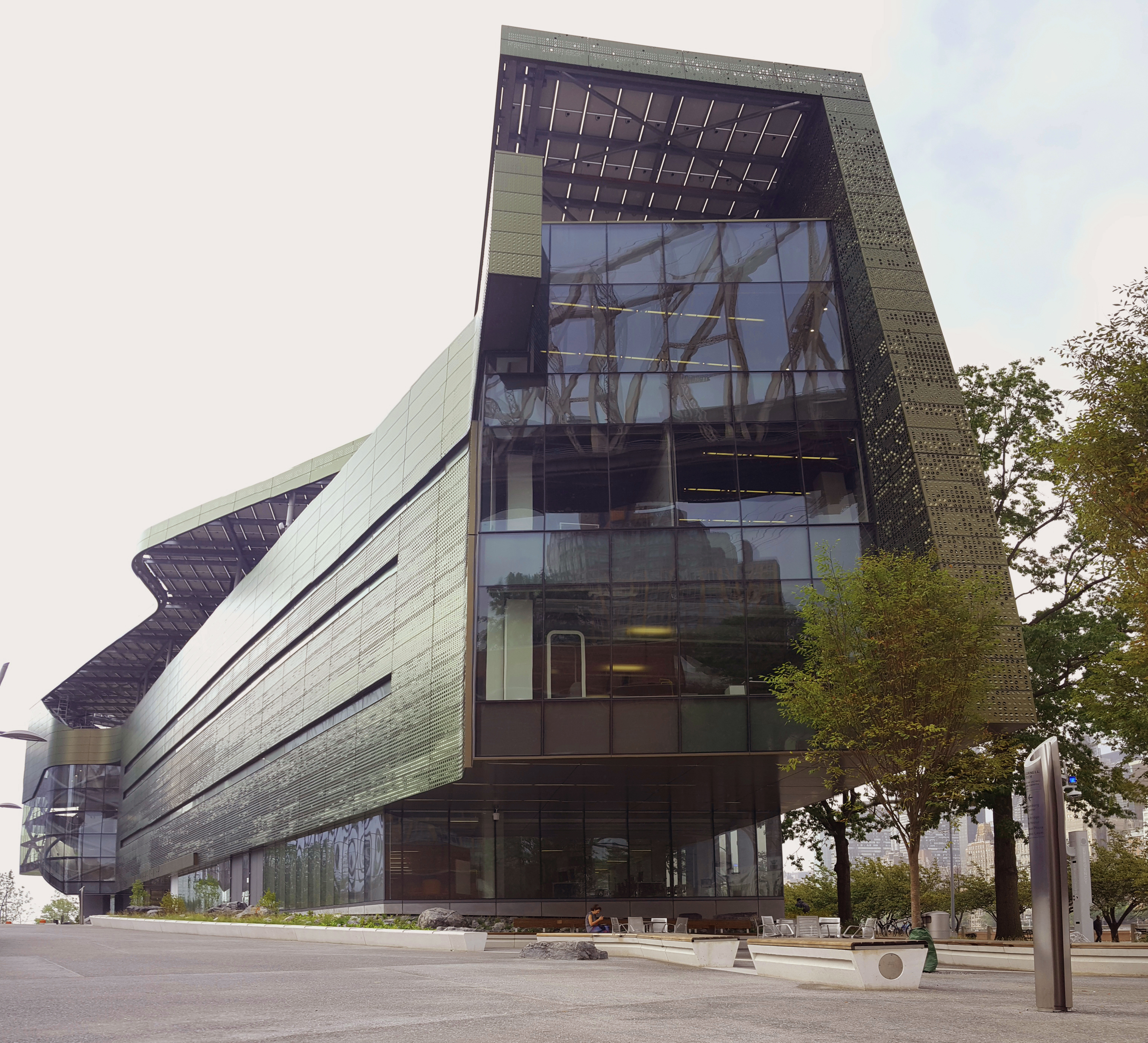
Il Bloomberg Center

La prima delle tre fasi comprende quattro edifici su 5 acri (2,0 ha) del campus, completati in fasi successive tra il 2017 e il 2021. Nel 2017 sono stati inaugurati il Bloomberg Center, il Tata Innovation Center e la House, mentre nel 2021 sono stati aperti l'Executive Education Center e l'Hotel. Tutti gli edifici sarebbero stati collegati da un corridoio pedonale centrale, successivamente ribattezzato "Tech Walk". La progettazione dei primi tre edifici è stata completata nell'estate del 2014.
L'edificio accademico principale della prima fase è il Bloomberg Center. La struttura, progettata dallo studio Morphosis Architects, ha cinque piani e un valore di 115 milioni di dollari. Progettato come edificio "a energia quasi zero", utilizza solo l'energia che produce autonomamente. Primo edificio a energia zero della città, il Bloomberg Center è stato costruito secondo standard di efficienza energetica più severi rispetto agli standard Leadership in Energy and Environmental Design. Per raggiungere l'obiettivo di energia netta zero, il Bloomberg Center contiene un array "lilypad" di 1 465 pannelli solari sul tetto, 80 pozzi geotermici per il prelievo di calore dal terreno, dischi in bianco e nero che cambiano colore sulla facciata e che possono assorbire o riflettere il calore, e un serbatoio di acqua piovana con una capacità di 40 000 galloni americani (150 000 L). Per ottenere la massima copertura solare, gli edifici più alti, come la House, verrebbero posizionati a nord del Bloomberg Center, in modo che le ombre degli edifici più alti, rivolte a nord, non ostacolino l'irraggiamento dei pannelli. L'interno, che si estende per 160 000 piedi quadri (15 000 m²), è caratterizzato da un breve atrio che attraversa il centro dell'edificio, allineandosi con la 57th Street che attraversa l'East River dalla sponda occidentale di Roosevelt Island. Alla sua inaugurazione, il Bloomberg Center ha ospitato diverse opere d'arte, tra cui i murales WPA del Goldwater Hospital e due nuove opere di Michael Riedel e Matthew Ritchie.
Il Tata Innovation Center, chiamato in precedenza Bridge, è un edificio di co-locazione aziendale progettato dallo studio Weiss/Manfredi. La struttura, che si sviluppa su sette piani, è stata concepita principalmente come incubatore aziendale per studenti, docenti e personale. Il 70% dell'edificio è affittato a fini commerciali, mentre il 30% è dedicato a spazi accademici. Il tetto dell'edificio, che si estende su una superficie di 24 000 piedi quadri (2 200 m²), è dotato di pannelli solari e può essere utilizzato per ospitare eventi.
La House, un edificio residenziale di 26 piani alto 82 m, è stato progettato dallo studio Handel Architects, che si è anche occupato dell'arredamento di ogni unità. Nell'edificio ci sono 350 unità abitative che si estendono su 270 000 piedi quadri (25 000 m²) di superficie. Al momento della sua ultimazione, la House è stata proposta come la più grande e alta "casa passiva" ad alta efficienza energetica del mondo. Essendo conforme ai rigorosi standard del Passive House Institute, la sua produzione energetica sarebbe stata inferiore del 60%-70% rispetto a quella di un normale grattacielo non efficiente dal punto di vista energetico. Le pareti esterne della casa sono costituite da pannelli isolanti spessi da 8–13 pollici (0,20–0,33 m) che trattengono ogni anno 882 short ton (800 000 kg) di anidride carbonica. La struttura dispone di microappartamenti e appartamenti con una, due o tre camere da letto, affittati agli studenti a prezzi inferiori rispetto a quelli di mercato.
L'Executive Education Center, sponsorizzato da Verizon, è stato completato nel 2019. È dotato di una sala da 300 persone e quattro aule che possono ospitare da 50 a 75 studenti. Sono presenti anche sale conferenze più piccole sparse per l'edificio e una sala buffet. A differenza delle facciate in vetro dei tre edifici inaugurati nel 2017, l'Executive Education Center ha una facciata in legno e alluminio. Il centro proposto comprende anche un hotel di 195 camere, il primo dell'isola. L'hotel è destinato principalmente a ospitare i partecipanti al campus, ma è aperto anche ai visitatori di New York in generale. Il centro dispone anche di un ristorante, un caffè e un bar sul tetto. Il centro e l'hotel sono collegati da un corridoio che costeggia la Tech Walk del campus e l'hotel è situato sopra un'area pubblica. Secondo il direttore senior dei progetti di capitale della Cornell Tech, l'Executive Education Center and Hotel è la "porta d'ingresso" della Cornell Tech.

## Curriculum
Quando il campus è stato inaugurato a Roosevelt Island nel 2017, circa due terzi degli studenti frequentavano i programmi di master della Cornell e un terzo il Jacobs Technion-Cornell Institute. A dicembre 2018, gli studenti e i laureati del Cornell Tech avevano creato oltre 50 startup e più di cinquecento di loro erano stati assunti da aziende tecnologiche.
I programmi di master offerti dalla Cornell includono corsi in informatica, ingegneria elettrica e informatica, ricerca operativa, ingegneria dell'informazione e amministrazione aziendale. Cornell offre anche un master in legge, tecnologia e imprenditorialità.
Il Jacobs Technion-Cornell Institute è una joint venture accademica tra Cornell e il Technion che offre programmi di master biennali in cui gli studenti si concentrano su uno dei due "hub", "Connective Media" e "Health Tech"; dal 2017 era previsto un terzo hub chiamato "Urban Life". I laureati del Jacobs Institute ricevono titoli di studio sia dalla Cornell che dal Technion. L'ateneo offre anche un programma di postdoc chiamato "Runway", che supporta i ricercatori che intendono avviare imprese come Nanit e Data Incubator.
Il Jacobs Institute ha una propria politica di proprietà intellettuale, non soggetta a quella della Cornell o del Technion, in base alla quale l'istituto concede licenze alle aziende avviate dai post-doc utilizzando un semplice contratto e prendendo solo una cambiale per l'equity, valutata in base al sostegno l'ateneo fornisce sotto forma di stipendio e di permanenza al Cornell Tech.